# Béatrice Lamarche
Pour les articles homonymes, voir Lamarche.
Béatrice Lamarche, née le 10 janvier 1998 à Québec, est une patineuse de vitesse québécoise.

## Biographie
Béatrice Lamarche est la fille de Benoît Lamarche, patineur de vitesse et olympien et la nièce de Marie-Pierre Lamarche, également patineuse de vitesse et olympienne.
Elle remporte sa première médaille en Coupe du monde le 9 décembre 2023 à Tomaszów Mazowiecki en terminant deuxième en poursuite par équipes avec Valérie Maltais et Ivanie Blondin.